# Група тисів (4 екз.)
Гру́па ти́сів (4 екз.) — ботанічна пам'ятка природи місцевого значення в Україні. Розташована в межах міста Дрогобича Львівської області, на вулиці Т. Шевченка, у сквері між педуніверситетом і філармонією (довкола пам'ятника А. Міцкевичу). 
Площа 0,05 га. Статус надано 1984 року. Перебуває у віданні Дрогобицького педуніверситету. 
Статус надано з метою збереження чотирьох екземплярів тису. 
- Поруч розташована ботанічна пам'ятка природи — Група туй західних (7 екз.).

## Галерея

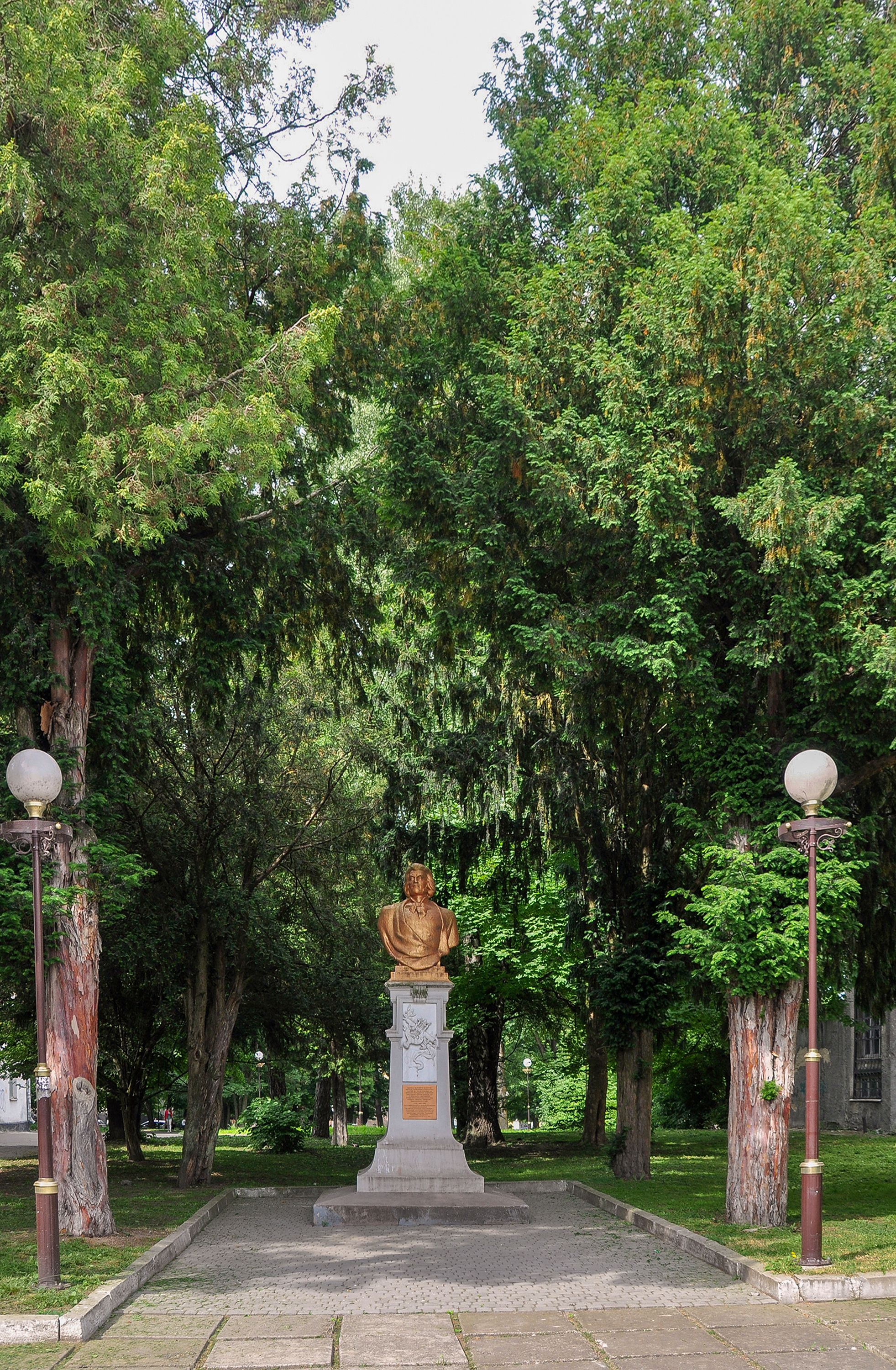
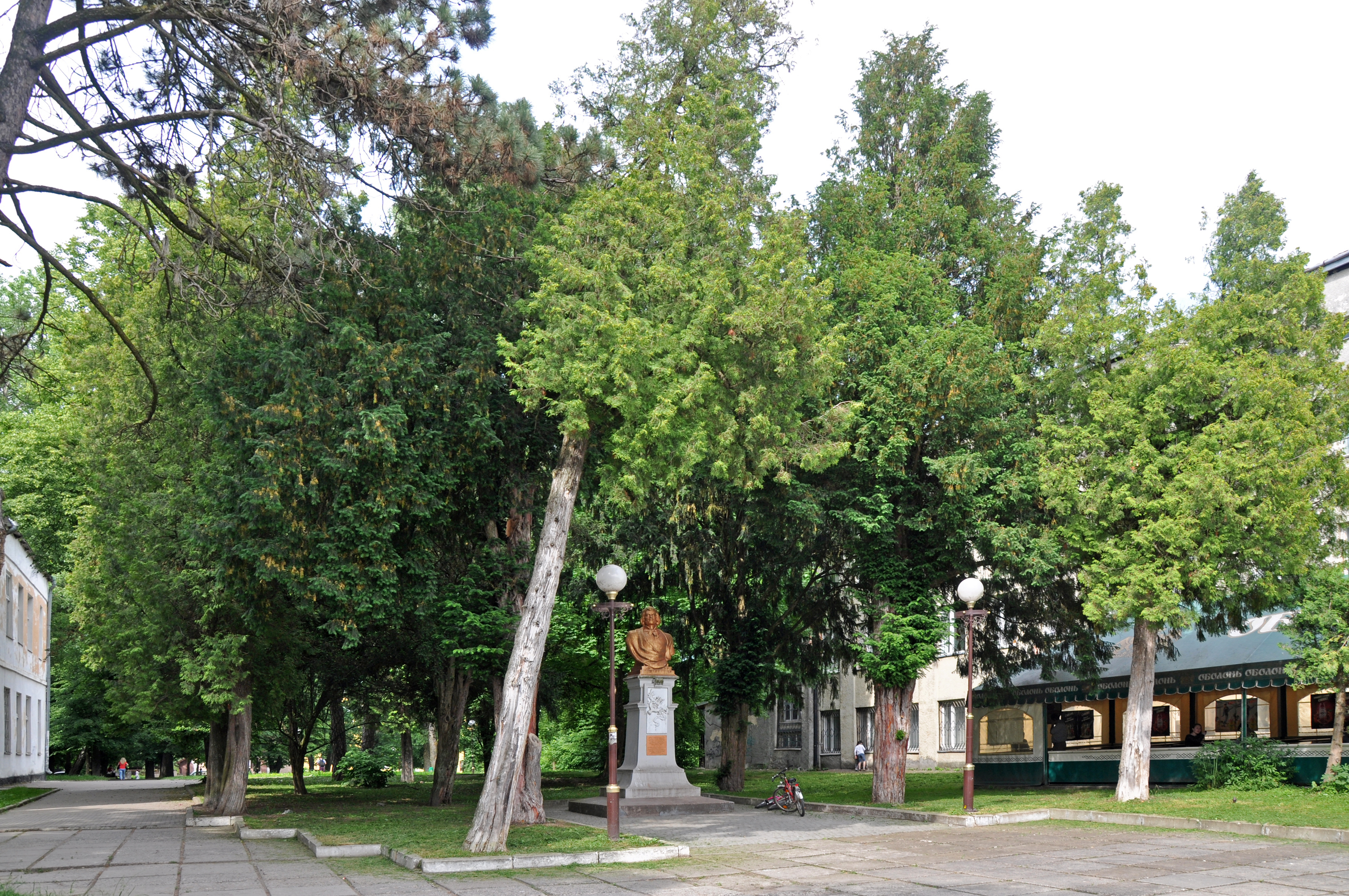